# Banchan
Banchan, ook wel geschreven als panchan, is de Koreaanse benaming voor de verschillende bijgerechten die een maaltijd vergezellen. Het woord kan zowel als enkelvoud als meervoud gebruikt worden. De bekendste banchan is kimchi.
Banchan worden geserveerd met het hoofdgerecht en worden door iedereen gedeeld. Banchan worden geserveerd in kleine porties en dienen om de maaltijd af te maken. In Koreaanse restaurants is het gebruikelijk om de banchan bij te laten vullen zodra de schaal leeg is, zonder dat daar extra voor hoeft te worden betaald. Hoe uitgebreider het hoofdgerecht, des te meer banchan geserveerd worden.
De provincies Jeolla (Noord en Zuid) staan er bekend om over het algemeen meer banchan te serveren dan elders in Korea.